# Oxid de taliu (I)
Oxidul de taliu (I) este un compus binar al taliului cu oxigenul cu formula chimică Tl20. 
1. ↑  „Oxid de taliu”, Thallium oxide (în engleză), PubChem, accesat în 21 septembrie 2016